# Palaeomerycidae
Palaeomerycidae — вимерла родина неогенових жуйних, що належить до інфраряду Pecora. Палеомерициди мешкали в Європі та Азії виключно протягом міоцену, еволюціонуючи там разом із цервідами, голоподібними, москидами та трагулідами в рамках драматичного випромінювання жуйних на початку міоцену.
Дромомерициди іноді вважаються підродинами Palaeomerycidae, але нещодавні дослідження поставили це під сумнів, стверджуючи, що дромомерициди не мають швів на даху черепа, які мають жирафоморфи (Giraffidae, Palaeomerycidae, Climacoceratidae) для оссіконових ознак. Подібна схожість двох родин могла бути результатом паралельної еволюції.
Палеомерициди були групою рогатих, довгоногих і масивних жуйних тварин, які могли досягати ваги від 350 до 500 кг.

## Класифікація
- Palaeomerycinae
  - Ampelomeryx
  - Palaeomeryx
  - Triceromeryx
  - Xenokeryx
  - Tauromeryx

## Галерея

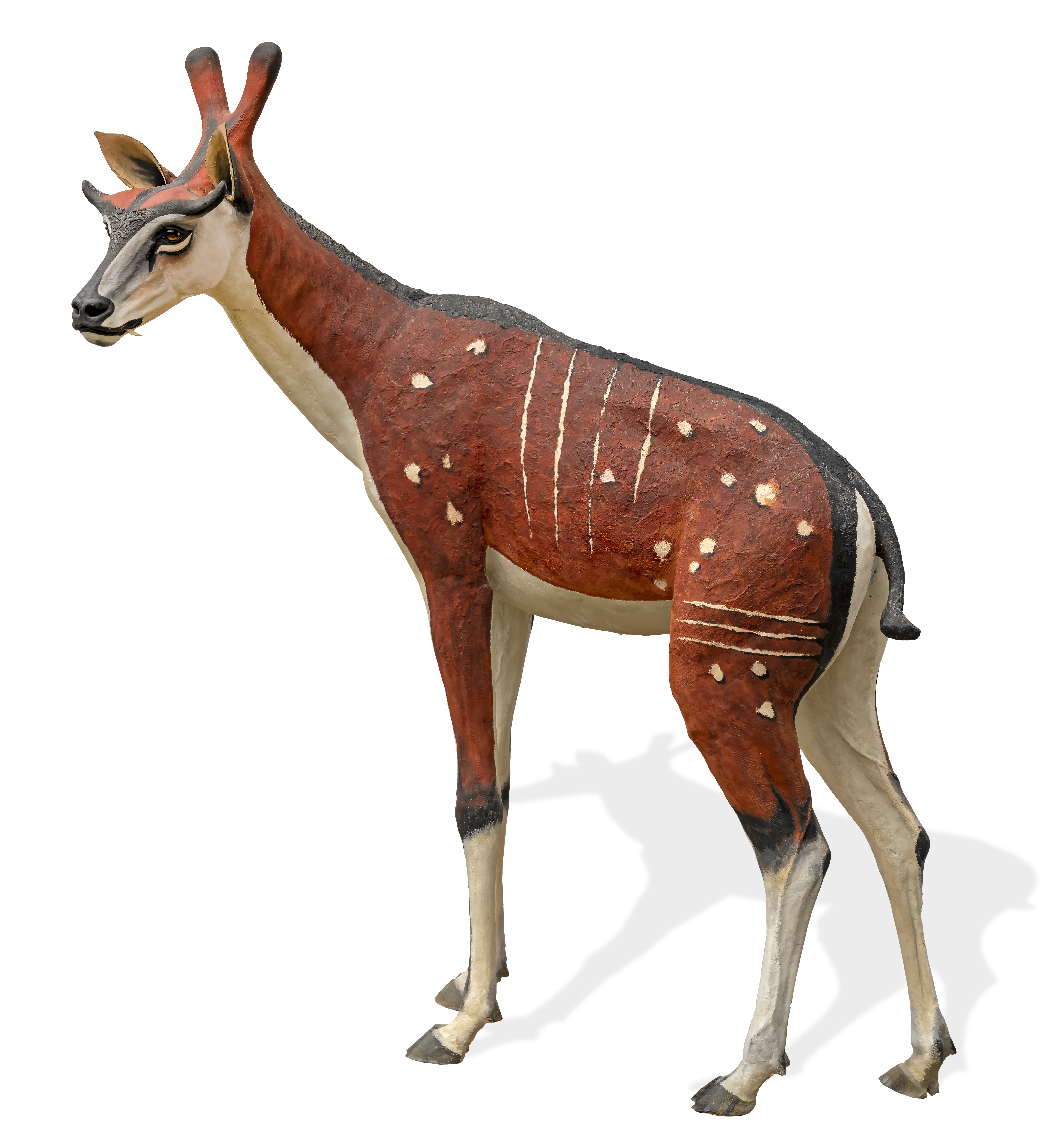
Реконструкція Ampelomeryx ginsburgi
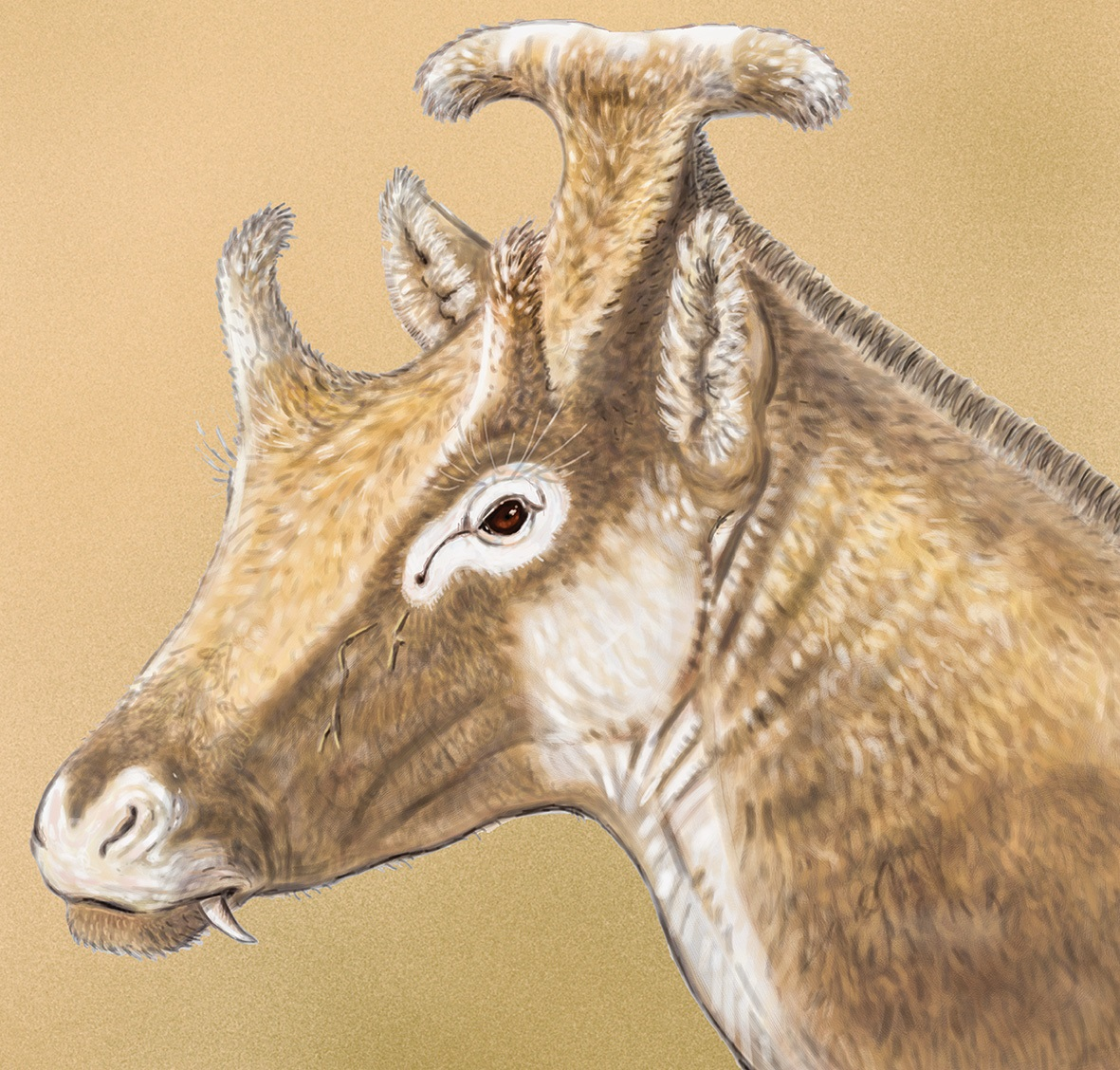
Реконструкція Xenokeryx